# Scaphirhynchus albus
Scaphirhynchus albus је угрожена врста рибе ендемична за реку Мисури и доње басене Мисисипија у Сједињеним Америчким Државама. Добила је име због своје бледе обојености, а уско је повезана са врстом Scaphirhynchus platorynchus, од које је много већа, дужине од 30 до 60 цм, а тежине до 39 килограма. Овој врсти треба 15 година да сазри и ретко рађа, али може да живи и до једног века.
Члан је породице јесетра, Acipenseridae која датира из периода креде пре 70 милина година. Ова врста се од тада врло мало променила. Године 1990. Америчка служба за рибу и дивље животиње сврстала је ову рибу на листу угрожених врста, јер је током двехиљадитих година примећено јако мало младих јединки, а виђење старијих се такође смањило, врста се данас врло ретко виђа у дивиљни. То је уједно прва рибља врста на подручју реке Мисури која је сврстана у угрожене, а сматра се да је највећи проблем губитак станишта. Већина околних река Мисурија је оштећена или претворена у канале, смањујући шљунковите наслаге, што је подлога на којој ова врста полаже јаја. Све до средине 20. века, ова врста је била уобичајена, а риболовци су је редовно ловили. Scaphirhynchus albus сматра се доста укусном рибом, а њена јаја су коришћена као кавијар, мада доста ређе од јаја других јесетри. 
Напори у очувању ове врсте имали су скроман успех. Данас се ова врста узгаја у десетак мрестилишта, а потомство се сваке године пушта у дивљину. Да би боље разумели њено понашање, истраживачи су уградили предајнике помоћу којег прате кретање ове врсте и како би боље разумели њено мрешћење. Федералне и државне агенције раде заједно на побољшању станишта за ову врсту, обнављајући мрестилишта, јер је обнова ових подручја потреба како би Scaphirhynchus albus опстала у дивљини.

## Таксономија и етимологија
Природњаци С. А. Форбс и Р. Е. Ричардсон сврстали су ову врсту 1905. године ову рибу у породицу Acipenseridae која обухвата све јестре широм света. Њени најближи рођаци су врсте Scaphirhynchus platorynchus и Scaphirhynchus suttkus које су близу изумирања. Ове три врсте припадају потпородици Scaphirhynchinae која има само један род, Pseudoscaphirhynchus, а њега представљају три врсте које се налазе у западној и централној Азији. У поређењу са другим врстама јесетра, ове риба је доста блеђа.  Научно име за ову врсту Scaphirhynchus потиче од грчке речи која значи лопата и albus што на латинском језику значи бела.

## Биологија
Да би се заштитила од изумирања, спроведена су истраживања на ДНК ове врсте и на другим сродним врстама, како би се процениле разлике унутар различитих популације јестетра.  Рана ДНК истраживања показала су да су Scaphirhynchus albus и Shovelnose sturgeon једна врста. Међутим, студија из 2000. године које је упоређивала секвенце ДНК код три члана рода Scaphirhynchus, (Scaphirhynchus albus, Shovelnose sturgeon и Scaphirhynchus suttkusi) три различите врсте.  Између 2001. и 2006. године неколико студија исплитало је врсте јесетра које настањују северне делове Велике равнице, реке Мисури и упоредиле их са јужном популацијом јестра у реци Атафалај у Луизијани. Ове ДНК студије закључиле су да су северне популације јесетри репродуктивно изоловане и да се генетски разликују од оних у језеру Атафалај. Међутим, утврђено је да је генетска варијабилност Scaphirhynchus albus зматно мања од врсте Scaphirhynchus platorynchus. Други разлог за ДНК анализу био је утврђивање брзине хибридизације између Scaphirhynchus albus и Scaphirhynchus platorynchus. Популације у југу имале су већу хибридизацију него оне у сливовима река Мисури, док је у најсевернијим популацијама било мало извештаја. Хибридизација је највише присутна код врсте Scaphirhynchus platorynchus у реци Атафалај у Луизијани, а секвенцирање ДНК у тим хибридима показало је генетску разлику Scaphirhynchus albus. Због способности врста да хибридизирају, неки биолози су изразили забринитост да је кршење према Закону о угроженим врстама, једна врста заштићена, а друга није, док су оне међусобно повезане. Није познато да ли ове две врсте могу да се међусобно размножавају.
Scaphirhynchus albus једна је од највећих слатководних риба у Северној Америци. Обучно су дужине од 76 до 152 цм, а тешке 39 килограма. Врста је остала непромењена готово 70 милиона година, још из периода креде. Ова врста има карактеристичан изглед који су назвали „примитивни”, „налик диносаурусу” па чак и „ружан”. Иако је визуелно слична са Scaphirhynchus platorynchus, она је много мања и тежи обично до 5 килограма. Ова врста је много блеђа са сиво-белим леђима, за разлику од других јесетра. Како стари, припадник ове врсте постаје бељи. Scaphirhynchus albus има хетероцеркалне репове, с тим што је горње репно пераје дуже од доњег. Као и код других јесетра, ова врста има хрскавичасти скелет са пет плоча које се протежу дуж њихових бочних страна, са доње стране и леђа, као и преко већег дела главе.  Ове плоче су прекривене кожом и служе као заштитини оклоп. Коштана хрскавица се такође протеже уз задњу страну тела, од леђног пераја до репа. Њушка и глава ове врсте дужи су неко год патуљасте јесетре. Код обе врсте уста се налазе од врха њушке.
Животни век врсте Scaphirhynchus albus је преко 50, можда и до 100 година . Имају лаке кости што отежава утврђивање старости и тачно одређивање колико живе. Врста дуго живи али касно достиже репродуктивну зрелост. Мужјаци постају сексуално зрели у узрасту од 5 до 7 година, док се верује да женке постају способне са најмање 15 година. Једно истраживање девет женки показало је да су започеле развој јајашца са 9 и 12 године, али да нису биле сексуално активне пре 15 године. Размножавање се не одвија сваке године, већ сваке треће године, а неке студије показују да између размножавања прође чак и 10 година. Мрест се обично врши од маја до јула. Пре изградње бране на Мисурију, ова врста је мигрирала стотитинама километара узводно како би се мресила у менитим подлогома, где је полагала стотине хиљада јаја. 
Процењује се да је једна женка ове врсти у Мисурију носила до 170.000 јајашца. Након оплодње, јаја се изгледну за 5 до 8 дана, након чега се рибе након неколико недеља повлаче низводно. Стопа преживљавања до зрелости за ову врсту је изизетно ниска, а од стотина хиљада јаја само неколико њих доживи одрасло доба. Већ неколико деценија није примећено размножавање ове врсте у природи, јер је уловљен већи број риба који су сексуално зрели. Крајем деведесетих година 20. века откривени су млади примерци ове врсте који живе у обалном подручју доњег тога реке Мисури. То је уједно био први документовани пример ове врсте у природи после 50 година.

## Екологија и очување
Кроз историју, врста Scaphirhynchus albus настањивала је целу реку Мисури и Мисисипи. Врста је била ретка у горњен току Мисисипија, вероватно због неодговарајућег станишта. Врста тренутно није заштићена на свим пределима које настањује. Од 2008. године ова врста се још увек може наћи у читавом изворном распону, али је њихов број знатно смањен средином 20. века. Данас, ова врста настањује делове река Мисисипи и Мисури, од Монтане до Луизијане, као и језеро Ачафалаја у Луизијани. Ипак, од када се врше попис Scaphirhynchus albus никада нису биле честе, још 1905. године било их је мало у доњем току Мисурија, а а још ређе у Мисисипију.
Између 1985. и 2000. године ова врста се значајно смањила у свим деловима које настањује. Научници су проучавали шест станишта за опоравак врсте Scaphirhynchus albus, која су успостављена од стране Службе за рибе и дивље животиње Сједињених Држава, 1990. године када је врста проглашена угроженом. У најсеверинјој регији студије познатој као РПМА 1, која се налази између реке Мариас у Монтани и западног тока Форт Пека, остало је само 45 припадника ове врсте. Од тada, није примећено присуство младих примерака, а популација је у опадању. У РПМА 2 који се налази измеу бране Форт Пек и језера Сакаквеа, остало је само 136 примерака врсте Scaphirhynchus albus. Студија је установила да је могуће да су сви пописани примерци узгојени у мрестилишту. Међутим, ти примерци су се очигледно прилагодили условима. Четврто подручје за опоравак ове врсте протеже се од бране Гавинс Поунт до ушћа реке Мисисипи и Мисури. На овом региону пописано је 100 јединки врсте Scaphirhynchus albus, а постоје докази да се међу њима дешава репродукција. У РМПА 5 између ушћа Мисурија у Мисисипи и Мексички залив, документовано је неколико стотина јединки.  Слив репе атхафалија означен је шестим регионом за опоравак ове врсте, а у њему има око 500 јединки ове врсте.
Scaphirhynchus albus преферирају умерен до брзе речне токове, а већина примерака пронађена је у потоима и рекама где је водена струја јака. Такође, преферирају мутне воде и дубоне између 1 и 7,62 м. Врста се чешће налази тамо где има пешћаних супстра, али живи и на претећно каменитим воденим деловима.У студији која је одрађена у Мотанти и Севенрој Дактори спроведеној на Scaphirhynchus albus и Scaphirhynchus platorynchus на обе врсте биле су закачени предајници како би се истражила њихова кретања и навике. Окривено је да су Scaphirhynchus albus преферирале шире речне канале и воде око острва, а најчешће су биле на дубинама између 0,6 и 14, 33 м. Студија је такође показала да ова врста дневно пређе око 9,2 км. Верује се да је ова врста више волела топле воде и муљевтна дна пре изградње бране на реци Мисури. Scaphirhynchus albus се углавном храни малим рибама и инсектима из реда трицхоптера
Иако Scaphirhynchus albus никада није била уобичајена врста у неком подручју, њена популација је највише опоала током 20. века, а 6. септембра 1990. године наведена је као угрожена. Влада Сједињених Држава и већина држава чије воде настањује ова риба започели су напоре како би спасили и обновили ову врсту од изумирања. Размножавање ове врсте у природног стнаиштву је доста ретко, па је стога потребан људска интервенција како би врста опстала. Раније се ова риба сматрала трофејним уловом и често се ишло у риболов на њу, све док није стављена на листу угрожених врста. Месо ове рибе изузетно је укусно, а јаја су се користила као кавијар.